# 201e base militaire russe
« 201e division de fusiliers motorisés » redirige ici. Pour les autres significations, voir 201e division.
La 201e base militaire russe (tadjik : Пойгоҳи низомии 201-и Русия ; russe : 201-я российская военная база) est une base militaire russe basée à Douchanbé, au Tadjikistan, qui fait partie du district militaire central. Elle est créée pendant la Seconde Guerre mondiale au sein de l'Armée rouge, sous le nom de 201e division de fusiliers, et fait maintenant partie des forces terrestres russes.

## Historique

### Seconde Guerre mondiale
Une première 201e division de fusiliers (lettone) est formée en 1941 et devient en 1942 la 43e division de fusiliers de la Garde (en).
Une nouvelle 201e division de fusiliers est formée en mai 1943 dans la zone de Léningrad (Saint-Pétersbourg). Son ordre de bataille est le suivant :
- 92e régiment de fusiliers
- 122e régiment de fusiliers
- 191e régiment de fusiliers
- 220e régiment d'artillerie
- 198e groupe (divizion) indépendant antichar
- 112e compagnie de reconnaissance
- 252e bataillon de sapeurs
- 18e bataillon indépendant de transmissions
- 49e bataillon médical-sanitaire
- 137e compagnie indépendante de défense anti-gaz
- 20e compagnie automobile
- 813e hôpital vétérinaire divisionnaire
- 521e boulangerie automobile de campagne
- 476e bureau de campagne de la Gosbank.

Elle est décorée de l'ordre du Drapeau rouge le 20 février 1944 après la libération de Louga.

### Guerre froide
Dès octobre 1945, la 201e division de fusiliers est en garnison à Stalinabad (Douchanbé). En juin 1948, elle est réduite sous le nom de 53e brigade de fusiliers.
Devenue 201e division de fusiliers de montagne en 1949, elle est renumérotée 27e division de fusiliers de montagne en avril 1955 puis 124e division de fusiliers de montagne en juin 1957.
À l'été 1958, elle est réduite comme 451e régiment indépendant de fusiliers de montagne mais redevient une division, la 124e division de fusiliers motorisés au printemps 1960. Elle retrouve le numéro 201 en 1965 et prend le nom de 201e division de fusiliers motorisés.
La division est engagée en Afghanistan pendant toute la durée de la guerre, de 1979 à 1991. Elle reçoit l'ordre du drapeau rouge.

### Unité russe
Lors de la dislocation de l'URSS, les militaires russes de la division refusent de passer aux ordres du gouvernement tadjik et sont rattachés à l'Armée russe en septembre 1992.
En décembre 1992, la division est la principale formation de l'Armée de terre russe engagée dans la guerre civile du Tadjikistan. À partir de janvier 1993, elle fait partie de la force de maintien de la paix de la communauté des États indépendants et continue de combattre les rebelles jusqu'en 1995. Elle est transformée en base militaire en 2004. Elle est décorée de l'ordre de Joukov en octobre 2012.

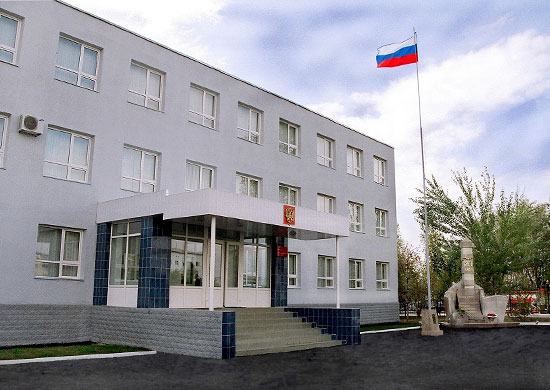
Le quartier général de la base.

## Unités subordonnées et force de combat
201e division de fusiliers motorisés (base)[réf. nécessaire]
- 92e régiment de fusiliers motorisés ; garnison : Giprozemgorodok, Douchanbé
- 149e régiment de fusiliers motorisés de la Garde ; garnison : Kouliab
- 191e régiment de fusiliers motorisés ; garnison : Kourgan-Tioube
- 998e régiment d'artillerie (retiré du Tadjikistan en 2006)
- 1098e régiment de défense aérienne (retiré du Tadjikistan en 2006)
- Bataillon blindé séparé (retiré du Tadjikistan en 2006)
- 783e bataillon de reconnaissance séparé
- 340e bataillon séparé de réparation et de restauration
- 636e bataillon de soutien de service séparé
- 252e bataillon de communications séparé
- 212e bataillon de communications séparé (territorial)
- 303e escadron d'hélicoptères séparé utilisant quatre hélicoptères Mi-24 et quatre Mi-8
- 670e groupe aérien (escadron) équipé de cinq avions SU-25, subordonné au 201e commandement de la base militaire auquel appartient également la 201e division.

### Force totale
Force totale
- 6 000 à 7 000 hommes
- 96 chars (T-72B3)
- 300 véhicules blindés de transport de troupes (BTR-82A)
- 54 pièces d'artillerie
- 1 100 autres véhicules
- Drone Orlan-10
- 8 hélicoptères
- 5 avions d'attaque au sol

### Commandants
- 2018 — 2022 : Sergueï Goriatchev.

...
- 2015 - 2016 : Denis Liamine.